# Улісс Грант
У́лісс С. Гра́нт, або Юлисис С. Ґрант (англ. Ulysses S. Grant, ім'я при народженні англ. Hiram Ulysses Grant, тобто Гайрем Улісс Грант; 27 квітня 1822, Пойнт-Плезант, Огайо, США — 23 липня 1885, Маунт-Макгрегор, штат Нью-Йорк, США) — американський політик та військовик, полководець військ півночі в роки Громадянської війни в США, генерал армії (1866–1868). У 1869–1877 — 18-й президент США. Попри його нескороминущу славу як полководця, історики розцінюють його президентство досить стримано. Портрет Гранта зображений на банкноті номіналом 50 доларів.

## Молодість
Народився 27 квітня 1822 року в містечку Пойнт-Плезант, штат Огайо (Point Pleasant, Ohio). Батьки його, шотландського походження, були люди бідні.
У 1839 році, у віці 17 років за проханням батька конгресмен Томас Л. Гамер висунув Гранта на вступ до Військової академії США у Вест-Пойнті, Нью-Йорк. Гамер помилково номінував його як «Улісса С. Гранта з Огайо». У Вест-Пойнті Грант прийняв це ім'я, але тільки з початковою буквою. Серед його армійських колег в академії його прізвиськом стало «Сем», оскільки ініціали «U.S.» також означало «Дядько Сем» (англ. Uncle Sam). Літера «С», за словами Гранта, нічого не означала, хоча конгресмен Гамер при номінації використав її для скорочення дівочого прізвища Сімпсон матері Гранта.
Закінчивши в 1843 році курс у військової академії, Грант служив в піхотному полку на міссурійському кордоні; тут йому доводилося воювати з індіанцями.
У 1845 році, коли почалася війна з Мексикою, полк Гранта послали на територію Техасу. Брав діяльну участь в подальших військових діях.
У 1854 році він пішов з військової служби і поселився в Сент-Луїсі, ставши фермером; пізніше переселився в Гален, в штат Іллінойс, до батька, який займався шкіряним промислом.

## Громадянська війна
Коли почалася громадянська війна, в Галені утворився волонтерський загін, який і вибрав Гранта своїм начальником. За дорученням губернатора штату Іллінойс Грант організував протягом двох місяців 21 полк і був призначений командиром одного з них. Незабаром він фактично став командиром всіх волонтерських військ, зосереджених в північній Міссурійській області, і 23 серпня призначений бригадним генералом волонтерів. У подальшому ході війни скоро виявилися видатні стратегічні здібності Гранта, особливо при взятті на початку 1862 р. фортів Генрі і Донельсона. Грант став національним героєм; на нього поступово покладалися все важливіші завдання з командування військами. Прізвисько, яке йому дали у Вест-Пойнті раніше, «Сем» військові змінили на англ. Unconditional Surrender — «Безумовна здача».
У липні 1863 року Гранту після довгої облоги вдалося примусити до здачі Віксбург. У грудні 1863 року Конгрес ухвалив вибити золоту медаль на честь Гранта та готував подяку йому й його армії.
У березні 1864 року Конгрес запровадив чин генерал-лейтенанта армії, і президент Авраам Лінкольн негайно ж подарував його Гранту, якому услід за тим доручено було головне керівництво військовими діями проти армії конфедератів. Через рік після цього, в квітні 1865 року, після цілого ряду наполегливих битв Грант примусив генерала Лі здатися зі всією армією і цим поклав край громадянській війні.
У 1866 році надано конгресом спеціально для нього титул «генерала армії». У 1867 році тимчасово обіймав посаду військового міністра. У цьому ж році в честь нього було названо друге найбільше дерево у світі — Секвоядендрон «Генерал Грант».

## Президентство
Широка популярність Гранта спонукала республіканську партію висунути його кандидатуру на виборах, й у листопаді 1868 року обраний президентом більшістю 206 голосів проти 88. Головне завдання внутрішньої політики у цей період президентства Гранта було встановлення нормальних стосунків з Півднем; у сфері міжнародної політики на першому плані стояли дипломатичні переговори з «алабамського питання».

У 1872 році знов обраний президентом. Другий період президентства ознаменувався сильним внутрішнім розбратом серед республіканської партії, і навіть розкриттям значних корупційних справ республіканської адміністрації. Вибори в конгрес восени 1874 року дали більшість демократичній партії. При закінченні другого періоду президентства прибічники Гранта мали намір виставити його втретє; але встановлена ще з часів Джорджа Вашингтона традиція, через яку ніхто не може бути обраним президентом більше ніж двічі, виявилася настільки сильною, що у республіканському конвенті 1876 р. Грант не був висунутий у кандидати.

## Останні роки
Повернувшись у приватне життя, Грант здійснив навколосвітню подорож; пізніше він пробував займатися комерційними підприємствами, але зазнав невдачі. У зв'язку з його скрутним становищем друзі й шанувальники зібрали фонд у 250 000 доларів, відсотки від якого становили головні засоби до його життя. У 1884 році утворена його синами фірма, яка займалася широкими спекуляціями (без відома самого Гранта), зазнала краху та призвела до повного розорення Гранта. Побоюючись впасти у крайню бідність, Грант розпочав літературну працю й опублікував низку статей у журналі The Century Magazine, крім того, він склав мемуари про свою військову діяльність.
Помер 23 липня 1885 року в містечку Маунт-Макгрегор (штат Нью-Йорк). За декілька місяців до його смерті Конгрес, визнавши заслуги Гранта та його тяжке становище, прийняв акт, за яким Гранту була призначена пенсія в розмірі окладу генерала.

## Вшанування
- 3154 Грант — астероїд, який назвали на честь президента[3].
- Улісс Грант зображений на банкноті П'ятдесят доларів США.